# Tenampa, Veracruz
Tenampa là một đô thị thuộc bang Veracruz, México. Năm 2005, dân số của đô thị này là 5646 người.